# 8283 Edinburgh
För andra betydelser, se Edinburgh (olika betydelser).
8283 Edinburgh eller 1991 SV är en asteroid i huvudbältet som upptäcktes den 30 september 1991 av den australiensiske astronomen Robert H. McNaught vid Siding Spring-observatoriet. Den är uppkallad efter den skotska staden Edinburgh.
Asteroiden har en diameter på ungefär 8 kilometer.